# Pierre Pflimlin

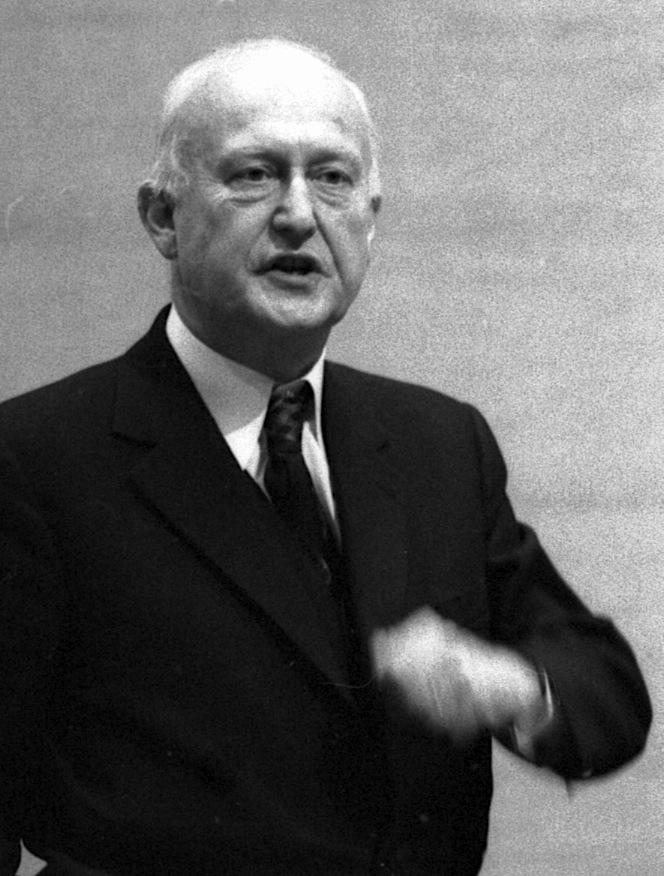
Pierre Pflimlin 1975

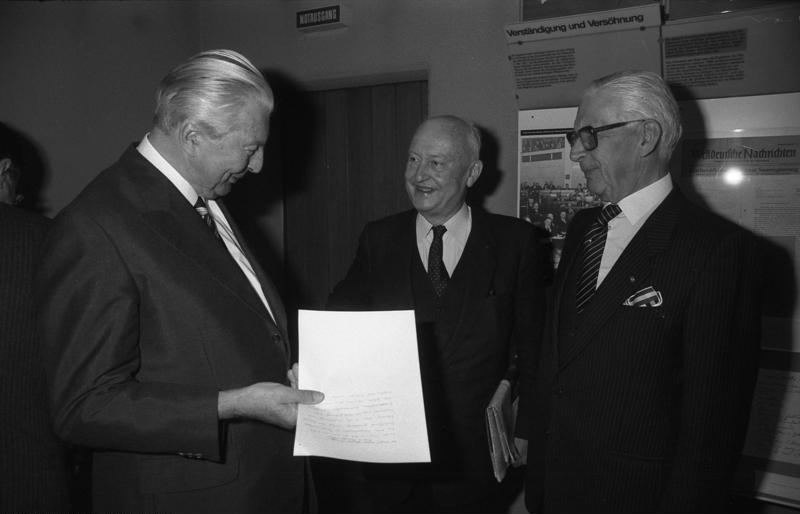
Pierre Pflimlin (midden) met de Duitse oud-bondskanselier Kurt Georg Kiesinger (links) en oud-bondsminister Kai-Uwe von Hassel in 1983

Pierre Eugène Jean Pflimlin (Roubaix, 5 februari 1907 - Straatsburg, 27 juni 2000), was een Frans premier (1958).
Pflimlin studeerde rechten en was sedert 1933 advocaat te Straatsburg. Na de Tweede Wereldoorlog was hij afgevaardigde van de christendemocratische Mouvement Républicain Populaire (Republikeinse Volksbeweging) voor het departement Bas-Rhin in de Franse Kamer van Afgevaardigden. In 1953 verzocht hij om gratie voor de massamoordenaars van Oradour, wat tot gevolg had dat deze massamoord vrijwel ongestraft is gebleven.
Van 1956 tot 1959 was Pflimlin voorzitter van de Mouvement Républicain Populaire. Nadat hij van 14 mei tot 1 juni 1958 premier was werd hij in de volgende regering tot 1959 minister van Binnenlandse Zaken onder Charles de Gaulle. In 1962 was hij minister van Coöperatie.
Ruim 25 jaar, van 1958 tot 1983, was Pflimlin burgemeester van Straatsburg.
Van 1984 tot 1987 was hij voorzitter van het Europees Parlement; het Pierre Pflimlingebouw werd naar hem genoemd.